# Tettiella wittei
Tettiella wittei är en insektsart som beskrevs av Günther, K. 1979. Tettiella wittei ingår i släktet Tettiella och familjen torngräshoppor. Inga underarter finns listade i Catalogue of Life.